# Oregonichthys
Oregonichthys is een geslacht van straalvinnige vissen uit de familie van Cyprinidae (Eigenlijke karpers).

## Soort
- Oregonichthys crameri (Snyder, 1908)
- Oregonichthys kalawatseti Markle, Pearsons & Bills, 1991